# Rewolucje (album)
Rewolucje – pierwszy album zespołu Jamal, wydany 18 czerwca 2005 roku. W 2005 roku album uzyskał nominację do nagrody polskiego przemysłu fonograficznego Fryderyka w kategorii Album Roku HIP-HOP / R & B.

## Lista utworów
| Nr  | Tytuł utworu                                       | Instrumenty                                                                                               | Długość |
| --- | -------------------------------------------------- | --- | ------- |
| 1.  | „Tubaka”                                           | * Gitara basowa, klawisze: Łukasz Borowiecki - Gitara: Piotr Aleksandrowicz                               | 3:26    |
| 2.  | „Słowo”                                            | * Gitara basowa, klawisze: Łukasz Borowiecki                                                              | 2:05    |
| 3.  | „Warto to przetrwać”                               | * Gitara basowa, klawisze: Łukasz Borowiecki - Gitara: Piotr Aleksandrowicz                               | 3:08    |
| 4.  | „Hien No Pasaran”                                  | * Gitara basowa, klawisze: Łukasz Borowiecki - Skrecze: DJ Mini                                           | 3:11    |
| 5.  | „Rewolucje”                                        | * Klawisze: Łukasz Borowiecki - Gitara: Piotr Aleksandrowicz - Trąbka: Konstanty "Cat" Dońskoj            | 3:47    |
| 6.  | „* Policeman” (gościnnie Jambojet, Kaczmar, Kotzi) | * Gitara basowa, klawisze: Łukasz Borowiecki                                                              | 4:06    |
| 7.  | „Halo, halo”                                       | * Kontrabas, klawisze: Łukasz Borowiecki - Gitara: Piotr Aleksandrowicz - Trąbka: Konstanty "Cat" Dońskoj | 3:02    |
| 8.  | „Jataman”                                          | * Wokal wspierający: Marcin Wortmann - Klawisze: Łukasz Borowiecki                                        | 3:19    |
| 9.  | „Automat”                                          | | 3:25    |
| 10. | „Dub” (gościnnie Iza Kowalewska)                   | * Gitara basowa, klawisze: Łukasz Borowiecki                                                              | 5:54    |
| 11. | „Puls ulicy” (gościnnie Jambojet, Kaczmar, Kotzi)  | * Gitara basowa, klawisze: Łukasz Borowiecki                                                              | 4:20    |
| 12. | „Nowy dzień”                                       | * Gitara basowa, klawisze: Łukasz Borowiecki - Gitara: Piotr Aleksandrowicz                               | 3:18    |
| 13. | „Babilon”                                          | | 4:02    |
| 14. | „Kiedyś będzie nas więcej”                         | * Gitara basowa, klawisze: Łukasz Borowiecki                                                              | 2:39    |
| 15. | „Ja mówię daj”                                     | * Kontrabas, klawisze: Łukasz Borowiecki - Gitara: Mariusz Wróblewski                                     | 3:39    |
|     |                                                    | | 53:21   |